# Radovel, Olevsk
Radovel (în ucraineană Радовель) este localitatea de reședință a comunei Radovel din raionul Olevsk, regiunea Jîtomîr, Ucraina.

## Demografie
Componența lingvistică a localității Radovel
     Ucraineană (98,84%)
     Alte limbi (0,8%)
Conform recensământului din 2001, majoritatea populației localității Radovel era vorbitoare de ucraineană (98,84%), existând în minoritate și vorbitori de alte limbi.

## Legături externe
- pl Radowel în Dicționarul geografic al Regatului Poloniei și al altor țări slave, volum IX (Poźajście — Ruksze) 1888

- pl Radoweł în Dicționarul geografic al Regatului Poloniei și al altor țări slave, volum XV, p. 2 (Januszpol — Wola Justowska)1902